# Fundy Bay
Cet article concerne la localité canadienne. Pour la baie, voir baie de Fundy. Pour les autres significations, voir Fundy.
Fundy Bay est un district de services locaux canadien du comté de Charlotte, au sud-ouest du Nouveau-Brunswick. Dans le cadre de la réforme de la gouvernance locale du 1er janvier 2023, le DSL a été annexé à la nouvelle communauté rurale d'Eastern Charlotte.

## Géographie

### Situation
Fundy Bay signifie baie de Fundy en anglais, et le village est effectivement situé au bord de cette baie. Fundy Bay est à une soixantaine de kilomètres à vol d'oiseau à l'ouest de Saint-Jean. Fundy Bay a une superficie de 60,20 km2.
Important retrait de l'océan à marée basse.

### Topographie
Le territoire de Fundy Bay comprend une péninsule situé juste au sud de Saint-George, délimitée au nord par la rivière Magaguadavic, à l'ouest par la baie de Passamaquoddy, au sud par la baie de Fundy et à l'est par les étroits de Pull and Be Damned. La péninsule est rattachée au continent par le nord-est. D'autres péninsules plus petites sont rattachées, en particulier au sud, dont la principale est la péninsule de Létang.
Le relief de Fundy Bay est accidenté, comptant de nombreuses collines peu élevées. La plus haute est la colline Poorhouse (80 m), au nord-ouest. Le littoral est tout aussi chaotique, avec plusieurs anses et des falaises.
Le territoire compte également plusieurs îles. À l'ouest se trouvent l'île Thumb, l'île McGraws, l'île Hoyt, le Hoyt Nub et l'île Cooks. Près de Back Bay se trouvent l'île Crow et l'île Mink. Au large de Back bay se trouvent plusieurs archipels. Le premier vers le sud est celui de l'île Frye, comprenant aussi l'île Douglas, l'île Hogg, les rochers Caillif, le Rocher Mackerel, l'île Morans, l'île Spruce, l'île Eagle, l'île White Head, le rocher Boat, l'île Man of War, l'île Hills, l'île Bar, l'île Fox, l'île Flea et l'île Howards. L'autre archipel est composé de l'île Bliss ainsi que de l'île Mink et de l'île Green. D, autres îles sont incluses dans le territoire, à l'embouchure des étroits de Pull and Be Damned, dont la principale est l'île Parks.

### Villages et hameaux
Le « chef-lieu » est Back Bay, situé au sud-ouest, au bord de la baie du même nom. À l'ouest de Back Bay se trouve Greens Point, qui consiste en quelques maisons éparpillées. Le hameau de Letete, au nord-ouest de Back Bay, est un peu plus important. À l'embouchure de la rivière Magaguadavic se trouve Mascarene. Au nord-est de Back Bay se trouve Létang. À l'extrémité nord-est du territoire se trouve Haut-Létang, qui est en quelque sorte une banlieue de Saint-George.

## Histoire
La côte de la baie de Fundy est la principale route navigable des Passamaquoddys, qui la fréquentent en canots de mâchecoui jusqu'au XXe siècle.
Letete est concédé à des Loyalistes en 1784 mais apparemment colonisé plus tard, par des pêcheurs d'origine diverses. Letang est fondé par des Loyalistes mais abandonné. Le hameau est recolonisé par des Écossais de l'Argyll, vers 1822. Mascarene est fondé par des Écossais de Perth, Sutherland et Caithness, aussi en 1822.
L'école élémentaire de Back Bay est inaugurée en 1948.

## Démographie
D'après le recensement de Statistique Canada, il y avait 1375 habitants en 2006, comparativement à 1256 en 2001, soit une hausse de 9,5 %. Il y a 650 logements privés, dont 580 occupés par des résidents habituels. Le village a une superficie de 60,20 km2 et une densité de population de 22,8 habitants au kilomètre carré.
| 2011  | 2016  |
| ----- | ----- |
| 1 353 | 1 167 |

## Économie
Entreprise Charlotte, membre du Réseau Entreprise, a la responsabilité du développement économique.

## Administration

### Comité consultatif
En tant que district de services locaux, Fundy Bay est administré directement par le Ministère des Gouvernements locaux du Nouveau-Brunswick, secondé par un comité consultatif élu composé de cinq membres dont un président.

### Commission de services régionaux
Fundy Bay fait partie de la Région 10, une commission de services régionaux (CSR) devant commencer officiellement ses activités le 1er janvier 2013. Contrairement aux municipalités, les DSL sont représentés au conseil par un nombre de représentants proportionnel à leur population et leur assiette fiscale. Ces représentants sont élus par les présidents des DSL mais sont nommés par le gouvernement s'il n'y a pas assez de présidents en fonction. Les services obligatoirement offerts par les CSR sont l'aménagement régional, l'aménagement local dans le cas des DSL, la gestion des déchets solides, la planification des mesures d'urgence ainsi que la collaboration en matière de services de police, la planification et le partage des coûts des infrastructures régionales de sport, de loisirs et de culture; d'autres services pourraient s'ajouter à cette liste.

### Représentation et tendances politiques
Nouveau-Brunswick: Fundy Bay fait partie de la circonscription provinciale de Charlotte-Les-îles, qui est représentée à l'Assemblée législative du Nouveau-Brunswick par Rick Doucet, du Parti libéral. Il fut élu en 2006 et réélu en 2010.
 Canada: Fundy Bay fait partie de la circonscription électorale fédérale de Nouveau-Brunswick-Sud-Ouest, qui est représentée à la Chambre des communes du Canada par Gregory Francis Thompson, ministre des Anciens Combattants et membre du Parti conservateur. Il fut élu lors de la 40e élection fédérale, en 1988, défait en 1993 puis réélu à chaque fois depuis 1997.

## Vivre à Fundy Bay
Fundy Bay possède une caserne de pompiers. Back Bay possède un bureau de poste. Le détachement de la Gendarmerie royale du Canada le plus proche est à Saint-George.
Il y a des écoles primaires et secondaires ainsi qu'une bibliothèque publique à Saint-George. Saint-Andrews possède le NBCC-Saint-Andrews ainsi que le Centre des sciences de la mer Huntsman. Des universités offrant un plus grand nombre de formations se trouvent à Fredericton et Saint-Jean. Il n'y a aucune école francophone dans le comté, les plus proches étant à Saint-Jean ou Fredericton. Les établissements d'enseignement supérieurs les plus proches sont quant à eux situés dans le Grand Moncton.
Les anglophones bénéficient du quotidien Telegraph-Journal, publié à Saint-Jean, et de l'hebdomadaire Saint Croix Courier, publié à Saint-Stephen. Les francophones ont accès par abonnement au quotidien L'Acadie nouvelle, publié à Caraquet, ainsi qu'à l'hebdomadaire L'Étoile, de Dieppe.

## Culture

### Folklore
Le lac Utopia est l'objet d'une légende très ancienne, datant de l'époque malécite. Selon la légende, le lac abriterait une créature lacustre nommé Vieux Ned (Old Ned en anglais), dont la longueur serait comprise entre 12 et 15 mètres et qui aurait été observé à plusieurs reprises, surtout près de l'île Cannonball.